# Internierungslager Balingen

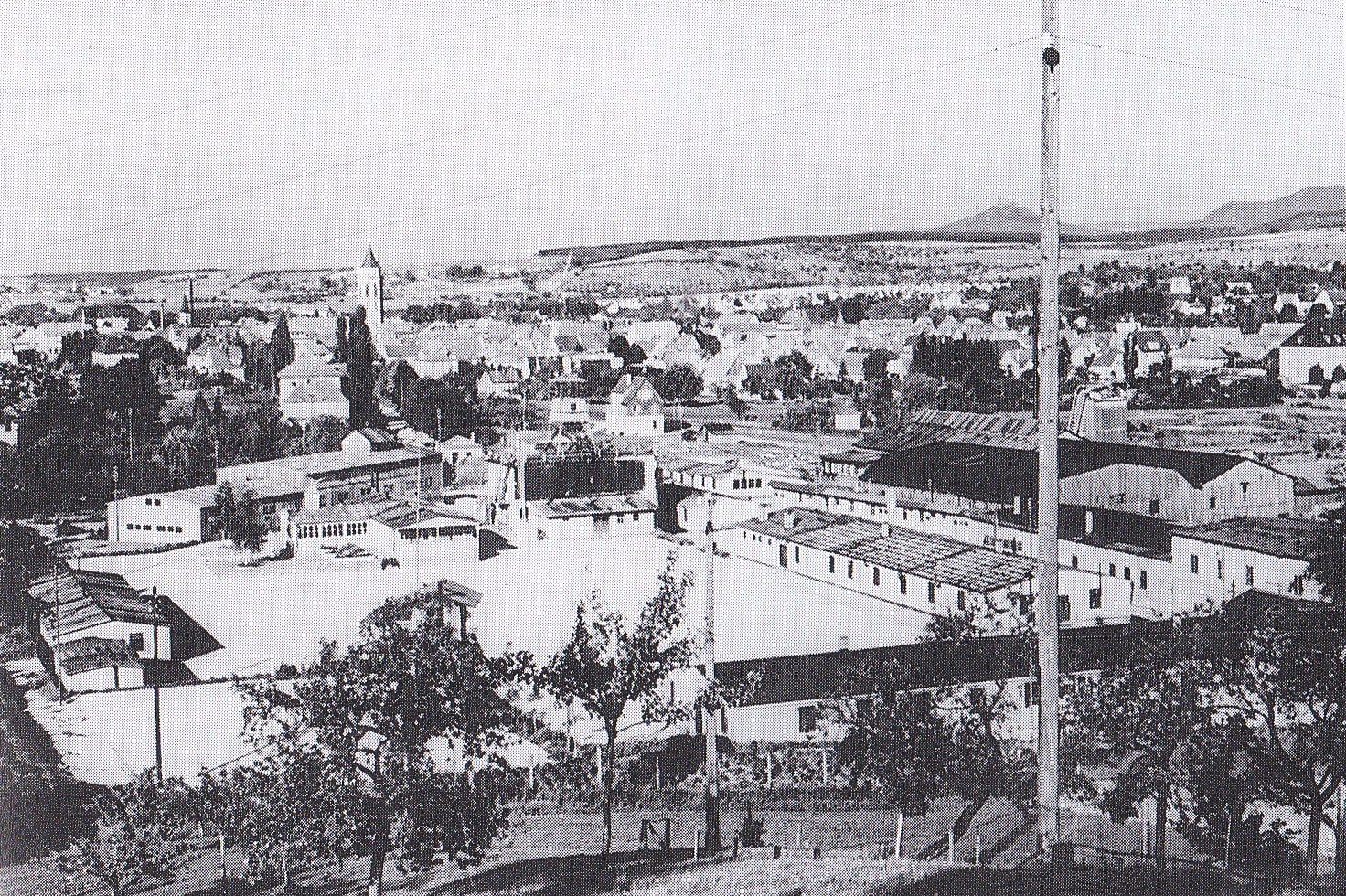
Internierungslager Balingen

Das Internierungslager Balingen (franz. Camp d’Internement de Wurtemberg) war von April 1945 bis Dezember 1948 ein Gefangenenlager in Württemberg-Hohenzollern für deutsche Zivilisten, denen die französische Besatzungsmacht eine besondere Nähe zum Nationalsozialismus unterstellte. Von den sieben Internierungslagern der französischen Besatzungszone war es das kleinste.

## Aufbau
Unmittelbar nach dem Einmarsch der französischen Armee in Balingen am 20. April 1945 wurde das dortige Lager für französische Kriegsgefangene in ein Lager für deutsche Kriegsgefangene und Zivilisten umgewandelt. Zivilpersonen wurden ohne nähere Begründung aufgrund des Automatic arrest inhaftiert. Erst im Januar 1946 regelte ein Dekret (Circulaire 753) der französischen Militärverwaltung in Baden-Baden die Internierungsmaßnahmen, woraufhin im Herbst 1946 etwa 1000 Internierte entlassen wurden.
Nach der Überführung der deutschen Soldaten in das Kriegsgefangenenlager Tuttlingen befanden sich in Balingen neben ehemaligen Funktionären der NSDAP – fast alle auf Orts- und Kreisebene und nur sehr wenige auf Gauebene tätig – auch ehemalige SS- und SA-Mitglieder, aber auch Lehrer, Kaufleute, Handwerker und Landwirte waren vertreten.
Das Lagerleben unterlag einer straffen Organisation mit militärischen Sitten und Zwangsarbeit. Die französische Lagerleitung betrachtete die Internierten als „unbelehrbare und unverbesserliche Nazis“, die am besten auf Lebenszeit vom öffentlichen Leben ferngehalten werden sollten. Major Pieri, Leiter der Sûreté Régionale, befürwortete dagegen einen deutschen Vorschlag, die große Anzahl der wenig Belasteten möglichst schnell zu entlassen. Auch Oberst Eydoux, Leiter der Sûreté in Württemberg-Hohenzollern, meinte, „daß die Mehrzahl der Internierten mehr oder weniger Mitläufer waren […], die erst […] nachträglich durch die Internierung mit führenden Parteigenossen und durch ihre Absonderung von den übrigen Deutschen in eine Gegnerschaft zum heutigen Staat und eine nachträglich noch stärker als früher betonte Anhängerschaft zum Dritten Reich hineingezwungen [wurden].“

## Leitung
Französischer Lagerkommandant (franz. Commandant du Camp) war Gilbert Claudel genannt „Balbo“, der zunächst der Oberaufsicht durch den Kommissar der Sûreté in Balingen, Oberleutnant Bret, und seit Juni 1946 dem Lagerdirektor (franz. Directeur du Camp) Hauptmann Manhaudier unterstand. Anfang September 1947 wurde das Lager in deutsche Verwaltung übergeben, die aber weiterhin französischer Oberaufsicht unterstand.

## Auflösung
Im Herbst 1947 befanden sich noch etwa 800 Inhaftierte im Lager. 1948 wurden durch die Arbeit von zwei Lagerspruchkammern zunächst von den 242 als minderbelastet angesehenen Personen nur 6 als „belastet“ und 22 als Mitläufer eingestuft. Nur der ehemalige württembergische Ministerpräsident Christian Mergenthaler wurde als „Hauptschuldiger“ eingestuft. Von den insgesamt 401 Entscheidungen der Spruchkammerverfahren lehnte die französische Militärregierung 61 ab. Fast alle Häftlinge konnten sofort nach der Entscheidung der Spruchkammer das Lager verlassen; nur in den Fällen, in denen das Urteil eine Haftstrafe vorsah, die nicht bereits durch die Lagerhaft abgegolten war, wurden die Internierten in ein Gefängnis gebracht. Am 30. Dezember 1948 wurde das letzte Urteil der Spruchkammer (gegen Christian Mergenthaler) gefällt und das Lager einer anderen Bestimmung übergeben. 1949–1959 wurde das Lager als Auffanglager für Ostflüchtlinge benutzt.